# گزردره
گزردره یک روستا در ایران است که در استان کردستان واقع شده‌است. گزردره ۵۴۶ نفر جمعیت دارد.
گزردره در سال 1330بیماری طاعون داشته و نزدیک70
نفر کشته داشته